# Sökaren-klass
För andra betydelser, se Sökaren.
Sökaren-klass var en serie på tre minsvepare som byggdes på Motala Verkstad. De finansierades av pansarbåtsinsamlingen. Efter att pansarskeppet HMS Sverige färdigställts 1915 fanns ett överskott på tre miljoner kronor. I maj 1915 beslutades det att överskottet skulle användas till att finansiera byggandet av de tre minsveparna:
- HMS Sökaren (47)
- HMS Sveparen (48)
- HMS Sprängaren (49)